# Asios
Asios (altgriechisch Ἄσιος, lateinisch Asius) war in der Antike ein westkleinasiatischer, männlicher Vorname.

## Bedeutung
Die ursprüngliche Bedeutung ist unbekannt. Später wurde der Name als „der Asische“ verstanden – also jemand, der aus dem asischen Land, was etwa dem späteren Lydien entspricht, kommt.
Strabon schreibt, dass es in Lydien nahe der Stadt Sardes einen Ort gibt, der von den Einheimischen Wiese (griechisch λειμών) und von Homer Asische Aue genannt wurde, da sich in dessen Nähe ein Heroon für Kaystrius und Asius befunden hätte. Hiervon soll sich die Bezeichnung Asisches Land ableiten und diese könnte möglicherweise der Ursprung für die Bezeichnung Asiens sein. Herodot vermerkt hierzu, dass die Lydier behaupteten, dass der Name Asiens von Asies, dem Sohn des Kotys und Enkel des Manes, abgeleitet wurde.

## Bekannte Namensträger
- Asies, dem Sohn des Kotys und Enkel des Manes
- Asios, Sohn des Hyrtakos, Herrscher von Arisbe
- Asios, Sohn des Dymas, Bruder der Hekabe
- Asios, Sohn des Imbrasus, Kämpfer des Aeneas
- Asios von Samos, Sohn des Amphiptolemos, ein Dichter
- Asios, ein lakonischer Dichter, siehe Areus
- Beiname des „Zeus Asios“ aus der Stadt Asos oder Oasos auf Kreta